# Vriesea rugosa
Vriesea rugosa är en gräsväxtart som beskrevs av Carl Christian Mez och Karl Carl Wercklé. Vriesea rugosa ingår i släktet Vriesea och familjen Bromeliaceae. Inga underarter finns listade i Catalogue of Life.